# Manilkara roxburghiana
Manilkara roxburghiana là một loài thực vật có hoa trong họ Hồng xiêm. Loài này được (Wight) Dubard mô tả khoa học đầu tiên năm 1915.